# Csanádapáca
Csanádapáca é um município da Hungria, situado no condado de Békés. Tem 51,3 km² de área e sua população em 2015 foi estimada em 2.527 habitantes.